# سالنامه

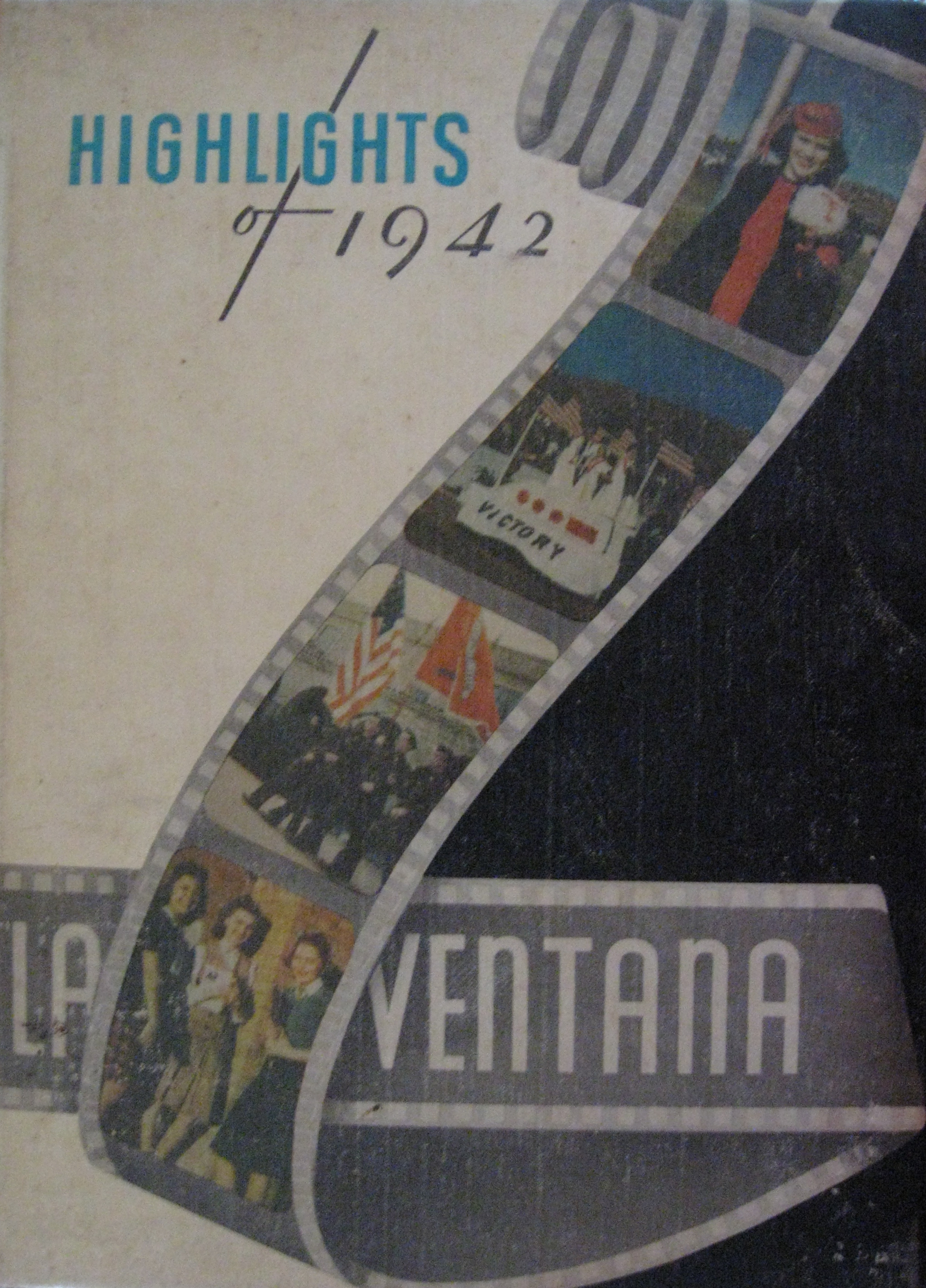
جلد یک سالنامه

سالنامه‌ها یا وقایع‌نامه‌ها (به انگلیسی: Annals، به لاتین: annāles، از ریشهٔ کلمهٔ annus به معنی "سال")   سندی برای ثبت مختصر تاریخ بود که در آن وقایع سال به سال بر اساس گاهشماری مرتباً نوشته می‌شد،  اگرچه این اصطلاح برای هر تاریخ مکتوبی می‌تواند استفاده شود. 

## محدوده
ماهیت تمایزی بین سالنامه و تاریخ موضوعی وجود دارد که توسط رومیان باستان دسته‌بندی شده.  گفتار آولوس گلیوس بنا بر   وریوس فلاکوس نقل شده، که بر اساس علم ریشه‌شناسی، عبارت تاریخ یا هیستوری (از یونانی ιστορειν، historein، برابر با inspicere لاتین، "برای پرسیدن شخصاً") باید تنها محدود به منابعی همچون توکیدید که از مشاهدات خود نویسنده نوشته شده‌اند، باشد. در حالی که سالنامه وقایع مربوط به زمان‌های قبل را که بر اساس سال تنظیم شده‌اند، ثبت می‌کنند.  وایت سالنامه‌ها را از رویدادنامهها متمایز می‌کند، رویدادنامه را شامل موضوعاتی مانند سلطنت پادشاهان  و تاریخچه‌ها می‌داند که هدف آن‌ها ارائه و نتیجه‌گیری روایتی است که دلالت بر اهمیت اخلاقی وقایع ثبت شده دارد.    به‌طور کلی، آنالیست‌ها (سالنامه نگاران) وقایع را با دقت ثبت می‌کنند، و مطالب نوشته‌ها را بدون توجیه نوشته و به یک اندازه وزن می‌دهند. 

## آغاز سالنامه نگاری در ایران
نخستین سالنامه چاپی در ایران که در میان فارسی زبانان به سررسید نیز شناخته می‌شود در سال ۱۲۹۰ هجری قمری به دستور مشیر الدوله صدر اعظم وقت و به مدیریت محمد حسن صنیع الدوله رئیس اداره روزنامه جات، دار الطباعه و دارالترجمه دولتی و مترجم ناصرالدین شاه منتشر شده‌است.
اعتماد السلطنه دربارهٔ «ایجاد سالنامه» نوشته‌است که: «این دفتر که اروپاییان آن را آلماناک می‌گویند هیئت دربار هر ملک و رؤِساء دوایر هر دولت و شماره نفوس هر اقلیم و استعدادات حربیه هر حکومت و جمیع حوادث عمده وانکشافات جدیده نسبت به آن سال مخصوص مصرح ومنصوص است و نیز بر فواید دیگر اشتمال دارد که به احصاء و استقصاء در نمی‌آید. این گونه رساله که مرآت احوال یک ساله است در ایران و هیئت دربار آن تألیف نمی‌گردید تا سال یک هزار و دویست و نود و یک هجری[۱۲۹۰] بنده مؤلف به ترتیب و ترکیب آن مأمور گردید و آلماناکی بس نغز و نیک تلفیق داده مطبوع و منتشر ساخت مشتمل بر هیئت دربار دولت علیه ایران و… به علاوه فوائد عظیمه دیگر از قبیل تطبیق سنین تاریخ هجری و میلادی از بدایت هجرت…»
سالنامه ایران در سال ۱۲۹۱ به نام سالنامه دولت علیه ایران تغییر نام داد از همین سال به بعد به ضمیمه کتابهای «دارالطباعه» و سپس «انطباعات» انتشار یافته‌است. در این سالنامه مطالب مربوط به سازمانهای دولتی ایران را دوایر دولتی می‌فرستاده‌اند و اطلاعات راجع به کشورهای دیگر را خود اعتماد السلطنه با دستیاری فروغی تهیه می‌کرده‌است. آخرین سالنامه ایران در سال ۱۳۱۳ به دلیل «ترجمه شرح حال مادموازل مونت پانسیه» که ضمیمه همین ترجمه نیز بود، توقیف گردید.

## یادکرد
- Baynes, T. S., ed. (1878). "Annals" . Encyclopædia Britannica. Vol. 2 (9th ed.). New York: Charles Scribner's Sons. pp. 60–61.
- "Annals". The American Cyclopædia. 1879.